# Lost Ollie
Lost Ollie (bra: Ollie, o Coelhinho Perdido; prt: O Ollie Está Perdido) é uma minissérie criada por Shannon Tindle. É baseada no livro infantil de 2016 Ollie's Odyssey de William Joyce. Foi lançada em 24 de agosto de 2022 pela Netflix.

## Sinopse
Um coelho de brinquedo perdido, Ollie, encontra-se na seção de achados e perdidos em uma loja de antiguidades. Lembrou-se de que foi separado de seu melhor amigo, Billy. Tendo apenas algumas lembranças de seu passado, Ollie decide fazer uma jornada para encontrar Billy. Enquanto isso, ele lentamente redescobre suas próprias boas lembranças com Billy e sua família adotiva ao lado de seus infortúnios e tristezas.

## Elenco

### Elenco de voz
- Jonathan Groff - Ollie
- Mary J. Blige - Rosy
- Tim Blake Nelson - Zozo

### Elenco live-action
- Gina Rodriguez - Mãe
- Jake Johnson - Pai
- Kesler Talbot - Billy 
  - William Carson - Billy (jovem)
- BJ Harrison - Flossie
- Everett Apples - Mike Apple
- Zoë Noelle Baker - Jolene
- Isabel Birch - Suzy
- James Pizzinato - pai de Suzy

## Recepção
No agregador de críticas dos Estados Unidos, o Rotten Tomatoes, na pontuação onde a equipe do site categoriza as opiniões da  grande mídia e da mídia independente apenas como positivas ou negativas, a série tem um índice de aprovação de 92% calculado com base em 13 comentários dos críticos. Por comparação, com as mesmas opiniões sendo calculadas usando uma média aritmética ponderada, a nota alcançada é 7,9/10 que é seguida do consenso: "Bem elaborada e dolorosamente comovente, a melancólica Lost Ollie é um entretenimento familiar gratificante".